# André Veyssière
 (août 2025).
Motif : hors critères personnalités politiques
- Archive Wikiwix
- Bing
- Cairn
- DuckDuckGo
- E. Universalis
- Gallica
- Google
- G. Books
- G. News
- G. Scholar
- Persée
- Qwant
- (zh) Baidu
- (ru) Yandex
- (wd) trouver des œuvres sur Wikidata

| 1. | Préciser le motif de la pose du bandeau. | Précisez le motif de la pose du bandeau en utilisant la syntaxe suivante : {{admissibilité à vérifier\|date=août 2025\|motif=remplacez ce texte par le motif}}                       |
| 2. | Informer les utilisateurs concernés.     | Pensez à avertir le créateur de l'article, par exemple, en insérant le code ci-dessous sur sa page de discussion : {{subst:avertissement admissibilité à vérifier\|André Veyssière}} |

Pour les articles homonymes, voir Veyssière.
André Veyssière, né le 16 novembre 1937 à Remiremont, dans le département des Vosges, en France, est un homme politique français, ayant été Maire de Dugny, en Seine-Saint-Denis, du 19 mars 1989 au 3 juillet 2020.

## Biographie
Membre du RPR puis, à partir de 2002, de l'UMP. André Veyssière est marié à Monique Veyssière, ancienne conseillère régionale d'Île-de-France.
André Veyssière est élu maire de Dugny, dans le département de la Seine-Saint-Denis en 1989, il succède au maire communiste Félix Lacan« Le maire RPR de Dugny veut prendre sa revanche », sur www.humanite.fr, 119 avril 1993 (consulté le 20 août 2025). Il se mobilise pour l'emploi des jeunes.
En 1997, il se présente aux élections législatives dans la quatrième circonscription de la Seine-Saint-Denis. Avec 18,73% des voix recueillies, il est éliminé dès le premier tour. Cette élection est remportée par Marie-George Buffet. Il se représente cinq ans plus tard dans la même circonscription, se qualifiant cette fois pour le second tour. Il échoue néanmoins à se faire élire, perdant son duel face à la députée sortante.
Il est chevalier de la Légion d'Honneur, Médaillé Militaire et Médaillé d'argent de la jeunesse et des sports.
Chevalier de l'ordre national du Mérite, il obtient le grade d'Officier en 2012 par Nicolas Sarkozy.
La liste « Continuons ensemble » qu'il conduit à l'occasion des élections municipales du 23 mars 2014 l'emporte, dès le premier tour, avec 52,97 % des voix. La liste obtient ainsi 26 sièges au sein du conseil municipal et 7 sièges au conseil de la communauté d'agglomération de l'aéroport du Bourget. André Veyssière sera réélu maire de Dugny à l'occasion du premier conseil municipal de la mandature, le 29 mars 2014. 
Il parraine la candidature de François Fillon pour l'élection présidentielle de 2017, après avoir soutenu la candidature d'Alain Juppé lors de la Primaire de la Droite et du Centre en Novembre 2016.
En janvier 2020, il annonce sa candidature pour un sixième mandat à l'occasion des élections municipales de 2020.  A l'occasion du premier tour du 15 mars 2020, il n'arrive qu'en troisième position avec 22,89% des suffrages, derrière ses anciens adjoints Quentin Gesell (24,42%) et Frédéric Nicolas (24,34%).
Le 28 juin 2020, à l'occasion du second tour des élections municipales, il arrive en quatrième et dernière position avec 22,8% des voix. Le scrutin est remporté par son ancien dauphin, Quentin Gesell qui obtient 27,5% des suffrages exprimés.

## Décorations
- Chevalier de l'ordre national de la Légion d'honneur (1er janvier 2007)[11].
- Officier de l'ordre national du Mérite.
- Médaillé d'Or de la Jeunesse, des Sports et de l'Engagement associatif (1er janvier 2017).